# Liste der diplomatischen Vertretungen in Tunesien

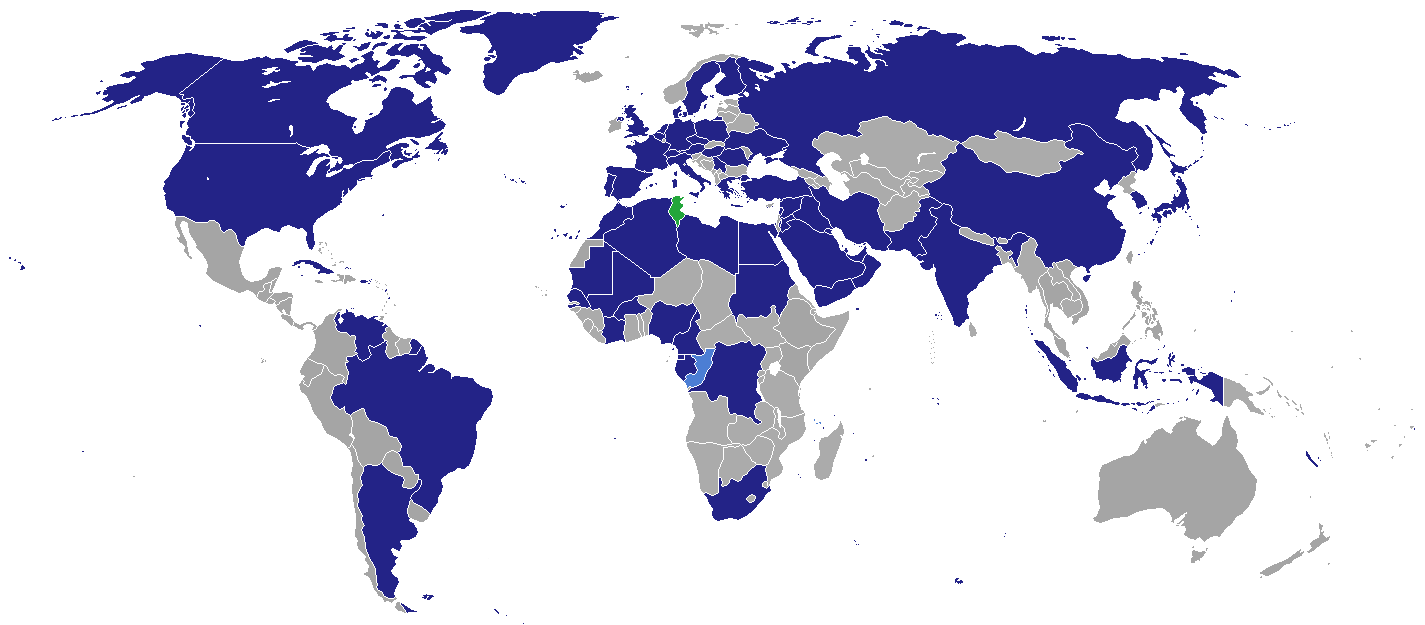
Staaten mit einer Botschaft in Tunesien

Die Liste der diplomatischen Vertretungen in Tunesien führt Botschaften und Konsulate auf, die im afrikanischen Staat Tunesien eingerichtet sind (Stand 2019).

## Botschaften in Tunesien
64 Botschaften sind in der Hauptstadt Tunesiens eingerichtet (Stand 2019).

### Staaten
- Algerien: Botschaft
- Argentinien: Botschaft
- Österreich: Botschaft
- Bahrain: Botschaft
- Belgien: Botschaft
- Brasilien: Botschaft
- Bulgarien: Botschaft
- Burkina Faso: Botschaft
- Kamerun: Botschaft
- Kanada: Botschaft
- Volksrepublik China: Botschaft
- Kuba: Botschaft
- Tschechien: Botschaft
- Demokratische Republik Kongo: Botschaft
- Ägypten: Botschaft
- Äquatorialguinea: Botschaft
- Finnland: Botschaft
- Frankreich: Botschaft
- Gabun: Botschaft
- Deutschland: Botschaft
- Griechenland: Botschaft
- Ungarn: Botschaft
- Indien: Botschaft
- Indonesien: Botschaft
- Iran: Botschaft
- Irak: Botschaft
- Italien: Botschaft
- Elfenbeinküste: Botschaft
- Japan: Botschaft
- Jordanien: Botschaft
- Kuwait: Botschaft
- Libanon: Botschaft
- Libyen: Botschaft
- Mali: Botschaft
- Malta: Botschaft
- Mauretanien: Botschaft
- Marokko: Botschaft
- Niederlande: Botschaft
- Nigeria: Botschaft
- Oman: Botschaft
- Pakistan: Botschaft
- Palästina: Botschaft
- Polen: Botschaft
- Portugal: Botschaft
- Katar: Botschaft
- Rumänien: Botschaft
- Russland: Botschaft
- Saudi-Arabien: Botschaft
- Senegal: Botschaft
- Serbien: Botschaft
- Südafrika: Botschaft
- Südkorea: Botschaft
- Spanien: Botschaft
- Sudan: Botschaft
- Syrien: Botschaft
- Schweden: Botschaft
- Schweiz: Botschaft
- Türkei: Botschaft
- Ukraine: Botschaft
- Vereinigte Arabische Emirate: Botschaft
- Vereinigtes Königreich: Botschaft
- Vereinigte Staaten: Botschaft
- Venezuela: Botschaft
- Jemen: Botschaft

## Nicht ansässige Botschaften und diplomatische Vertreter
| - Albanien: Botschaft (Wohnhaft in Rabat) - Australien: Botschaft (Wohnhaft in Valletta) - Afghanistan: Botschaft (Wohnhaft in Rom) - Bangladesch: Botschaft (Wohnhaft in Algier) - Brunei: Botschaft (Wohnhaft in Kairo) - Benin: Botschaft (Wohnhaft in Algier) - Bosnien und Herzegowina: Botschaft (Wohnhaft in Tripolis) - Zentralafrikanische Republik: Botschaft (Wohnhaft in Rabat) - Tschad: Botschaft (Wohnhaft in Algier) - Dänemark: Botschaft (Wohnhaft in Algier) - Eritrea: Botschaft (Wohnhaft in Tripolis) - Guinea: Botschaft (Wohnhaft in Algier) - Guinea-Bissau: Botschaft (Wohnhaft in Algier) - Haiti: Botschaft (Wohnhaft in Rom) - Hongkong: Repräsentanz (Wohnhaft in London) - Island: Botschaft (Wohnhaft in Paris) - Jamaika: Botschaft (Wohnhaft in Brüssel) | - Malediven: Botschaft (Wohnhaft in London) - Mauritius: Botschaft (Wohnhaft in Kairo) - Malawi: Botschaft (Wohnhaft in Kairo) - Malaysia: Botschaft (Wohnhaft in Algier) - Macau: Repräsentanz (Wohnhaft in Lissabon) - Nicaragua: Botschaft (Wohnhaft in Paris) - Sierra Leone: Botschaft (Wohnhaft in Kairo) - Südsudan: Botschaft (Wohnhaft in Kairo) - Thailand: Botschaft (Wohnhaft in Rom) - Togo: Botschaft (Wohnhaft in Rabat) - Taiwan: Handelsbüro (Wohnhaft in Paris) - Turkmenistan: Botschaft (Wohnhaft in Rom) - Tadschikistan: Botschaft (Wohnhaft in Kairo) - Uruguay: Botschaft (Wohnhaft in Rom) - Vietnam: Botschaft (Wohnhaft in Rom) - Simbabwe: Botschaft (Wohnhaft in Algier) - Sambia: Botschaft (Wohnhaft in Kairo) |